# Gójsk (gromada)
Gójsk – dawna gromada, czyli najmniejsza jednostka podziału terytorialnego Polskiej Rzeczypospolitej Ludowej w latach 1954–1972.
Gromady, z gromadzkimi radami narodowymi (GRN) jako organami władzy najniższego stopnia na wsi, funkcjonowały od reformy reorganizującej administrację wiejską przeprowadzonej jesienią 1954 do momentu ich zniesienia z dniem 1 stycznia 1973, tym samym wypierając organizację gminną w latach 1954–1972.
Gromadę Gójsk z siedzibą GRN w Gójsku utworzono – jako jedną z 8759 gromad na obszarze Polski – w powiecie sierpeckim w woj. warszawskim, na mocy uchwały nr VI/10/19/54 WRN w Warszawie z dnia 5 października 1954. W skład jednostki weszły obszary dotychczasowych gromad Agnieszkowo, Blinno, Całownia, Gójsk, Józefowo, Łazy, Maluszyn, Maluszyn-Wernerowo(), Modrzewie, Mościska, Osówka i Podlesie ze zniesionej gminy Gójsk w powiecie sierpeckim w woj. warszawskim oraz obszar dotychczasowej gromady Grondy ze zniesionej gminy Rogowo w powiecie rypińskim w woj. bydgoskim. Dla gromady ustalono 27 członków gromadzkiej rady narodowej.
31 grudnia 1959 do gromady Gójsk przyłączono wsie Ostrowy, Wilkowo, Kręćkowo i Kuniewo ze znoszonej gromady Kurowo oraz wsie Pawłowo i Żurawiniec ze znoszonej gromady Sudragi w tymże powiecie.
Gromada przetrwała do końca 1972 roku, czyli do kolejnej reformy gminnej.

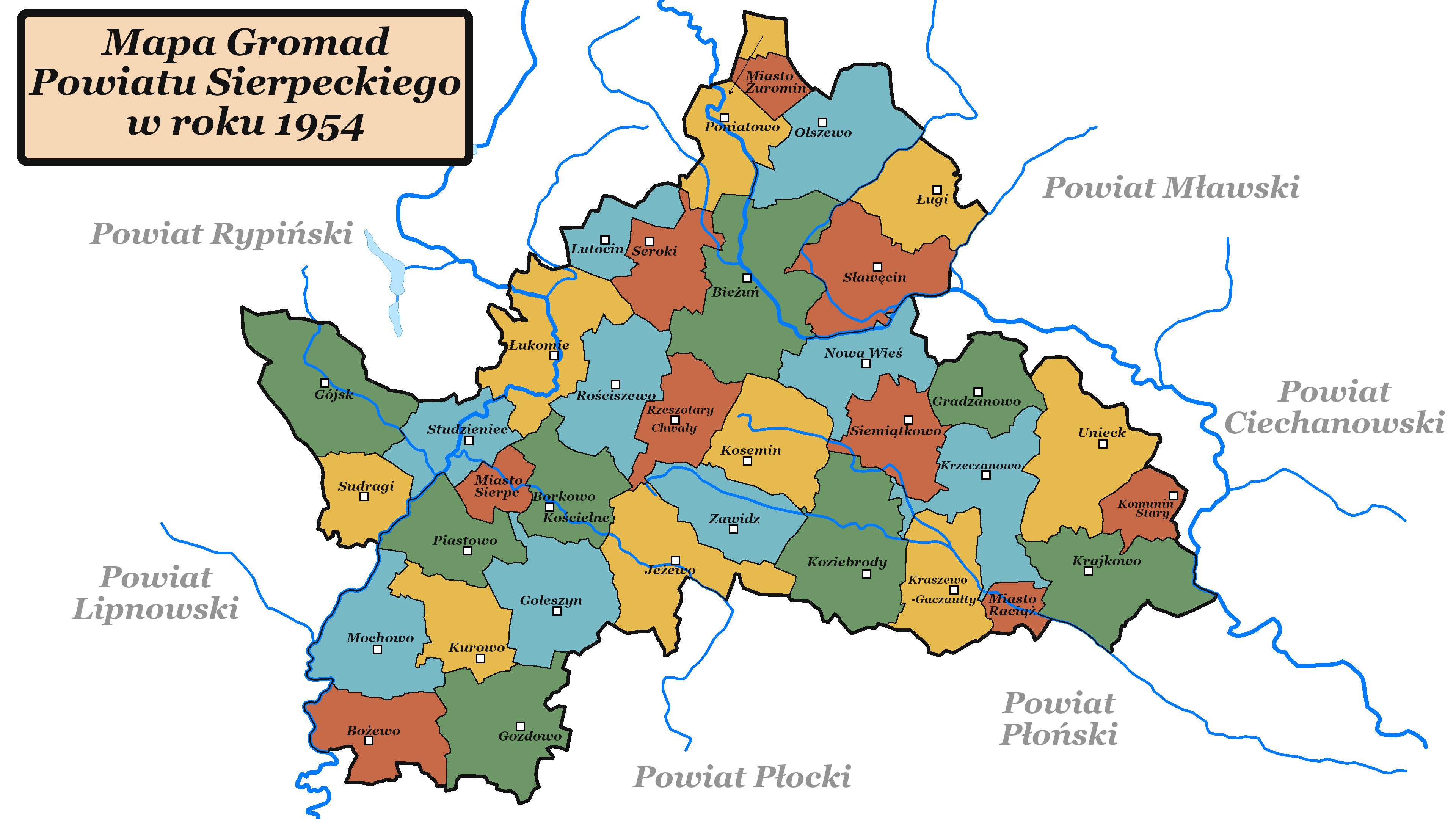
Podział powiatu sierpeckiego na gromady w 1954